# Cacolaimus papillatus
Cacolaimus papillatus is een rondwormensoort uit de familie van de Oncholaimidae.